# Першість Житомирської області з футболу
Першість Житомирської області з футболу (Перша ліга) — другий за рангом футбольний турнір Житомирської області серед аматорських команд. Проводяться під егідою Житомирської обласної асоціації футболу. [Архівовано 29 жовтня 2020 у Wayback Machine.]

## Усі переможці
| Сезон           | Переможець                        | 2 місце                           | 3 місце                         |
| 1988            | «Граніт» (смт. Головине)          | «Нива» (с. Іванівка)              | «Керамік» (м. Баранівка)        |
| 1989            | «Зоря» (смт. Дзержинськ)          | «Шахтар» (м. Коростишів)          | «Сільгоспінститут» (м. Житомир) |
| 1990            | «Фортуна» (м. Андрушівка)         | «Граніт» (смт. Головине)          | «Тетерів» (м. Чуднів)           |
| 1991            | -                                 | -                                 | -                               |
| 1992            | «КЛЗ» (м. Коростишів)             | «Тетерів» (м. Чуднів)             | «Спартак» (Володар-Волинський)  |
| 1993            | «Будівельник» (м. Олевськ)        | «Автомобіліст» (м. Коростишів)    | «Шкіряник» (м. Бердичів)        |
| 1994            | «Вручий-Будівельник» (м. Овруч)   | «Харчовик» (м. Андрушівка)        | «Червона Рута» (м. Радомишль)   |
| 1995            | «Лісовод» (м. Малин)              | «Тетерів» (м. Чуднів)             | «Автомобіліст» (м. Коростишів)  |
| 1996            | «Тетерів» (м. Чуднів)             | «Граніт» (смт. Головине)          | «Граніт» (с. Норинськ)          |
| 1997            | «Тетерів» (м. Чуднів)             | «Керамік» (м. Баранівка)          | «Зоря» (смт. Дзержинськ)        |
| 1998            | «Харчовик» (м. Андрушівка)        | «Лісовод» (м. Радомишль)          | «Лісовод» (м. Малин)            |
| 1999            | «Нива» (смт Черняхів)             | «Прикордонник» (м. Овруч)         | «Лісовод» (м. Малин)            |
| 2000            | -                                 | -                                 | -                               |
| 2001            | -                                 | -                                 | -                               |
| 2002            | «Граніт» (смт. Головине)          | «Автомобіліст» (м. Андрушівка)    | «Прикордонник» (м. Овруч)       |
| 2003            | «Кристал» (м. Коростишів)         | «Жерев-Харчовик» (смт. Лугини)    | «Металург» (м. Малин)           |
| 2004            | -                                 | -                                 | -                               |
| 2005            | «Колос» (м. Новоград-Волинський)  | «Перемога» (м. Житомир)           | ФК «Радомишль» (м. Радомишль)   |
| 2006            | «Авангард» (м. Радомишль)         | «Граніт» (смт. Гранітне)          | «Титан» (смт Іршанськ)          |
| 2007            | «Колос» (смт. Новогуйвинське)     | «Арсенал» (Бердичівський р-н)     | «Граніт» (смт. Гранітне)        |
| 2008            | «Зоря-Енергія» (смт. Романів)     | «Граніт» (смт. Гранітне)          | «Вручий» (м. Овруч)             |
| 2009            | ФК «Бараші» (с. Бараші)           | «Авангард» (смт. Довбиш)          | «Граніт» (смт. Гранітне)        |
| 2010            | «Арсенал» (с. Сінгури)            | «Тетерів» (м. Чуднів)             | «Граніт» (смт. Гранітне)        |
| 2011 (Коцюбко)  | «Тетерів» (м. Чуднів)             | «Полісся» (смт Городниця)         | ФК «Ємільчине» (смт. Ємільчине) |
| 2011 (Опанащук) | ФК «Бараші» (с. Бараші)           | ФК «Бердичів» (м. Бердичів)       | «Арсенал» (м. Житомир)          |
| 2012 (Опанащук) | «Тетерів» (м. Чуднів)             | ФК «Ємільчине» (смт. Ємільчине)   | «Ровесник» (Бердичівський р-н)  |
| 2013 (Опанащук) | -                                 | -                                 | -                               |
| 2014            | «Залізничник» (м. Малин)          | ФК «Бердичів-2» (м. Бердичів)     | «Авангард» (смт. Довбиш)        |
| 2015            | ФК «Миропіль» (смт. Миропіль)     | «Полісся» (м. Олевськ)            | «Автомобіліст» (с. Стрібіж)     |
| 2016            | «Будівельник» (смт. Гранітне)     | «Технічний ліцей» (смт. Черняхів) | «Зоря-Енергія» (смт. Романів)   |
| 2017            | «Тетерів» (м. Чуднів)             | «Технічний ліцей» (смт. Черняхів) | «Зоря-Енергія» (смт. Романів)   |
| 2018            | «Керамік» (м. Баранівка)          | «Сокіл» (смт. Новогуйвинське)     | «Арсенал-ДЛГ» (м. Овруч)        |
| 2019            | «Зоря» (с. Врублівка)             | «Звягель-2» (Новоград-Волинський) | ФК «Радовель» (с. Радовель)     |
| 2020            | «Звягель-2» (Новоград-Волинський) | ФК «Миропіль» (смт. Миропіль)     | ФК «Радомишль» (м. Радомишль)   |
| 2021            | «Полісся-2» (Ставки)              | «Звягель-2» (Новоград-Волинський) | СК «Овруч» (Овруч)              |
| 2022            | «Агро-Нива» (Народичі/Ласки)      | «Іванків-ГУНП» (Житомир)          | «Полісся-3» (Ставки)            |
| 2023            | «Пак-Трейд» (Висока Піч)          | «Тетерів» (Чуднів)                | «Мур-Транс» (Радомишль)         |
| 2024            | ФК «Станишівка» (Станишівка)      | «Мур-Транс» (Радомишль)           | «Оріон» (Нова Борова)           |